# Termòmetre de Breguet

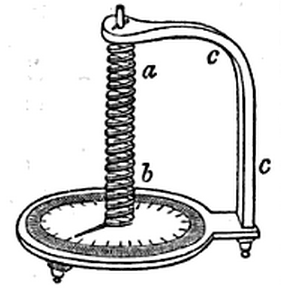
Dibuix del termòmetre de Breguet

El termòmetre de Breguet, també anomenat termòmetre espiral, és un tipus de termòmetre que utilitza l'expansió d'un metall causada la calor per tal de generar una mesura més precisa, amb més sensibilitat, i amb un rang més elevat, que els termòmetres tant de mercuri com d'aire . Funcionant amb el principi d'una banda bimetàl·lica, consisteix en una tira molt esvelta de platí soldada a una tira similar de plata, amb una làmina d'or soldada entremig.
Les tires de metalls soldats es corben en una hèlix (a). L'extremitat superior de l'hèlix està subjecta a un suport metàl·lic (c) i l'extremitat inferior està connectada a un índex, que es projecta sobre un cercle graduat (b).
L'expansió de la plata amb la temperatura és gairebé el doble que la del platí amb l'or en algun punt intermedi. El resultat és que un augment o descens de la temperatura provocarà un gir corresponent a l'espiral, movent l'índex. La làmina d'or entremig és per evitar "moviments sobtats".